# 1884 Skip
Az 1884 Skip (ideiglenes jelöléssel 1943 EB1) a Naprendszer kisbolygóövében található aszteroida. Marguerite Laugier fedezte fel 1943. március 2-án.